# قوقل (طير)
قوقل أو ديك الثلج (الاسم العلمي Tetraogallus)، جنس طير من عمارة الحجليات وفصيلة التدرجية. كبيرة الجثة طوله نحو 60 سم. ثوبه إلى الطحلة الرمداء الموشمة بالأسود والأصهب. منقاره أحدب أحجن. عنقه مطوق الزور، قوادمه بيض القواعد سود الأطراف، أفنيكه كثيف الريش المستطيل المبضع بالصهبة والسواد. رسغه ومخالبه إلى الربدة. موطنه الجبال الرفيعة القليلة الأشجار. قوته الأعشاب والحبوب والعساقل والجذور. أنثاه تبيض من 12 إلى 16 بيضة تحضنها وحدها.